# Köksal Engür
İsmail Köksal Engür (Kars, 5 marzo 1946 – Istanbul, 26 marzo 2023) è stato un attore e doppiatore turco.

## Biografia
Engür iniziò la sua carriera come attore bambino nel 1956 ottenendo il suo primo successo personale recitando nel programma televisivo per bambini Oyun Treni.
Laureato presso il Dipartimento di Teatro dell'Università di Ankara, fu attivo come attore teatrale, cinematografico e televisivo e come conduttore radiofonico.
Engür morì di insufficienza renale il 26 marzo 2023, all'età di 77 anni.
Dopo la cerimonia funebre tenutasi presso la moschea Şakirin il 28 marzo 2023, fu sepolto nel cimitero di Karacaahmet.

## Filmografia

### Cinema
- Sevgilim İstanbul - regia di Seçkin Yasar (1999)
- Vizontele - regia di Yılmaz Erdoğan e Ömer Faruk Sorak (2000)
- Gökten 3 Elma Düştü - regia di Raşit Çelikezer (2009)
- Kurtlar Vadisi Gladio - regia di Sadullah Şentürk (2009)
- Oflu Hoca'nın Şifresi - regia di Adem Kılıç (2014)
- Unutursam Fısılda - regia di Çağan Irmak (2014)
- Oflu Hodja's Password 2 - regia di Adem Kılıç (2016)

### Serie televisive
- Gençler - serie TV (1989)
- Dudaktan Kalbe - serie TV (2009)
- Beş Kardeş - serie TV (2015)
- Kaçın Kurası - serie TV (2016)
- Şahane Damat - serie TV (2016)
- Ver Elini Aşk - serie TV (2017)
- Kırmızı Oda - serie TV (2021)
- Baba - serie TV (2022)

## Doppiaggio
- Robert de Niro, Al Pacino, Dustin Hoffman, Robin Williams (ruoli ricorrenti)

### Serie televisive d'animazione
- Lucky Luke in Le nuove avventure di Lucky Luke
- Squiddi Tentacolo in Spongebob